# Stareava, Starîi Sambir
Stareava (în ucraineană Старява) este localitatea de reședință a comunei Stareava din raionul Starîi Sambir, regiunea Liov, Ucraina.

## Demografie
Componența lingvistică a localității Stareava
     Ucraineană (99,79%)
     Alte limbi (0,07%)
Conform recensământului din 2001, majoritatea populației localității Stareava era vorbitoare de ucraineană (99,79%), existând în minoritate și vorbitori de alte limbi.